# Ryan Rossiter
Ryan Francis Rossiter (Richmond, 14 settembre 1989) è un cestista statunitense naturalizzato giapponese.